# Мунджон (правитель Корё)
Мунджон (кор. 문종, 文宗, Munjong) — 11-й правитель корейского государства Корё, правивший в 1046—1083 годах. Имя — Хви (кор. 휘, 徽, Hwi). Второе имя — Чхогю (кор. 촉유, 燭幽, Chogyu).
Посмертные титулы — Чансон канджон мёнджэ Инхё-тэван.